# Llista de les piràmides egípcies

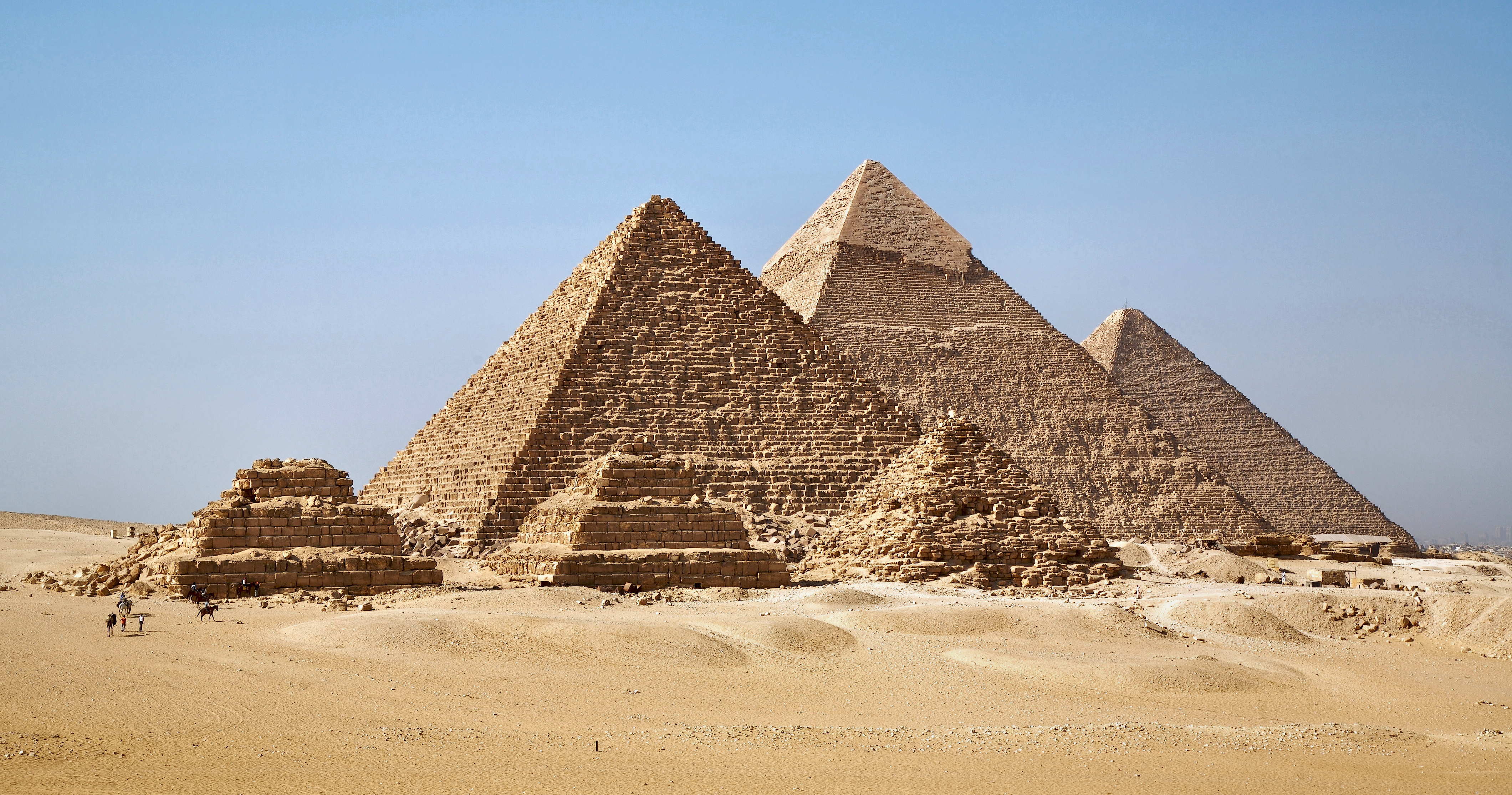
Piràmides de Guiza.

Aquesta llista de les piràmides egípcies ofereix una visió general resumida de les piràmides més conegudes de l'antic Egipte. Actualment s'estan fent estudis d'Egipte amb l'ajut d'imatges de satèl·lit proporcionades per la NASA que estan mostrant l'existència de piràmides i altres jaciments desconeguts fins ara.

## Resum cronològic